# U.S. National Championships 1953
Gli U.S. National Championships 1953 (conosciuti oggi come US Open) sono stati la 73ª edizione degli U.S. National Championships e quarta prova stagionale dello Slam per il 1953. I tornei di singolare e doppio misto si sono disputati al West Side Tennis Club nel quartiere di Forest Hills di New York, quelli di doppio maschile e femminile al Longwood Cricket Club di Chestnut Hill, negli Stati Uniti.
Il singolare maschile è stato vinto dallo statunitense Tony Trabert, che si è imposto sul connazionale Vic Seixas col punteggio di 6–3, 6–2, 6–3. Il singolare femminile è stato vinto dalla statunitense Maureen Connolly Brinker, che ha battuto in finale la connazionale Doris Hart. Nel doppio maschile si sono imposti Rex Hartwig e Mervyn Rose. Nel doppio femminile hanno trionfato Shirley Fry e Doris Hart. Nel doppio misto la vittoria è andata a Doris Hart, in coppia con Vic Seixas.

## Seniors

### Singolare maschile
Tony Trabert ha battuto in finale  Vic Seixas con il punteggio di 6–3, 6–2, 6–3.

### Singolare femminile
Maureen Connolly Brinker ha battuto in finale  Doris Hart con il punteggio di 6–2, 6–4.

### Doppio maschile
Rex Hartwig /  Mervyn Rose hanno battuto in finale  Bill Talbert /  Gardnar Mulloy con il punteggio di 6–4, 4–6, 6–2, 6–4.

### Doppio femminile
Shirley Fry /  Doris Hart hanno battuto in finale  Louise Brough /  Margaret Osborne duPont con il punteggio di 6–2, 7–9, 9–7.

### Doppio misto
Doris Hart /  Vic Seixas hanno battuto in finale  Julia Sampson /  Rex Hartwig con il punteggio di 6–2, 4–6, 6–4.